# 山字石礼拜堂
山字石礼拜堂，全称兰州市基督教山字石礼拜堂，简称山字石堂，坐落于中國甘肃省兰州市中央广场东北角黄河之滨。该堂于1885年由内地会创建，现在是兰州市乃至整个中国西北地区最大的基督教教堂。

## 历史
1877年，内地会的两位传教士将福音传入甘肃。1878年，在秦州（今天水市）建立甘肃省首个差会总堂。
1885年英国内地会牧师巴格道（George Parker）在兰州建堂传教。他先后在五泉山和张掖路山字石路口西侧购地，建立“内地会福音堂”。
1921年内地会投资四千多银元在山字石街原址建礼拜堂，建筑风格为二进式四合院。1923年教堂落成，取名“山字石礼拜堂”，是当时甘肃省最大的基督教堂。
1945年，山字石堂有信徒245人，1949年达到六七百人。
文化大革命期间，山字石堂被迫关门停止一切崇拜活动。1978年中国改革开放后恢复礼拜。由于信徒不断增加，教堂建筑空间难以满足聚会的需要。
1998年，山字石礼拜堂在原址上进行翻建，2000年建成投入使用。新堂建筑面积5000平方米，可容纳2000多人同时礼拜。但由于教堂的一些附属工程没完成，教会一直没有举行献堂典礼。
2017年4月，教会再次启动地下室等遗留工程并维修改造。七个月后完工，并于2018年5月19日，举行近4000人参加的盛大献堂庆典。
山字石礼拜堂现有信徒约3500人。该堂的诗班分别在2012年和2015年到过北京教会和深圳教会交流。

## 建筑
山字石堂位於蘭州市城關區張掖路88號，采用二进式四合院的建筑风格，中间为礼拜堂。建筑面积约5000平方米，6层建筑，是兰州最大的礼拜堂，可容纳2000多人同时礼拜。
教堂建筑风格中西结合，采用中国的飞翔翘角和斗拱等方式，又有西方的圆柱，高达10米左右的券形窗户，直径1.5米的圆形时钟。尖式楼顶之上是4米多高的红色十字架。主堂内部为阶梯式，上下两层，类似大剧院。此外，还有精美的雕刻装饰。

## 外部連結
http://lanzhouchurch.cn/nd.jsp?id=257 （页面存档备份，存于） 兰州市基督教山字石堂